# 加尔加尼亚诺
加尔加尼亚诺（義大利語：Galgagnano），是意大利洛迪省的一个市镇。总面积5平方公里，人口1202人，人口密度240.4人/平方公里（2009年）。ISTAT代码为098027。